# سکوت (فیلم ۲۰۲۰)
سکوت 
(به تلوگویی: Nishabdham) فیلمی محصول سال ۲۰۲۰ و به کارگردانی همنت مادوکار است. در این فیلم بازیگرانی همچون رانگاناتان مدهوان، آنوشکا شتی، مایکل مدسن، آنجلی، شالینی پاندی و سوباراجو ایفای نقش کرده‌اند.